# Eutério (prepósito)

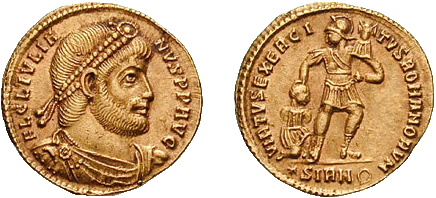
Soldo de Juliano

Eutério (em latim: Eutherius) foi um oficial romano do século IV

## Vida
Nativo da Armênia, nasceu livre mas foi capturado por inimigos, castrado e vendido para mercadores romanos. Foi levado à corte de Constantino (r. 306–337), onde viveu e adquiriu reputação por sua inteligência e justiça. Serve sob Constante I (r. 337–350), a quem deu bons conselhos que foram ignorados. Em 556, foi nomeado pelo césar Juliano como prepósito do cubículo sagrado, uma posição reservada aos eunucos, que exerceria até 560.
Em 556/557, serviu como emissário de Juliano para seu primo Constâncio II (r. 337–361) em Mediolano (atual Milão), onde defendeu-o das acusações lançadas por Marcelo. Em 360, ele e Pentádio foram emissários num novo encontro com Constâncio em Cesareia Mázaca para negociar um acordo entre os primos. Eutério por esta época aposentou-se, mas foi reconvocado por Juliano para a corte no final de 361. Depois disso retirou-se da vida pública e partiu para Roma, onde era bem-conhecido e respeitado.